# Sven Bollinger
Sven Bollinger ist ein deutscher Regisseur von Musikvideos und Werbefilmen.

## Beruflicher Werdegang
Sven Bollinger gründete 1994 zusammen mit den Kollegen Jan-Christoph Schultchen und Markus Wacker die Hamburger Produktionsfirma „BSW“. Mit geringem Budget produzierten sie für die Bands Fettes Brot, Fünf Sterne deluxe, Ferris MC, Cappuccino, Crème de la crème und Fischmob eine Reihe von Musikvideos, die prägender Bestandteil der Hip-Hop-Szene in Deutschland wurden.
Das Musikvideo Schwule Mädchen von Fettes Brot wurde 2002 mit dem Echo und dem Comet ausgezeichnet.
Sven Bollinger arbeitete zudem als Regisseur für Die Toten Hosen, Sasha und Die Ärzte. Bollingers Video Yoko Ono, das er 2001 für Die Ärzte drehte wurde mit dem Comet preisgekrönt und zudem als kürzestes Video im Guinness-Buch der Rekorde aufgenommen.
Inzwischen hat sich Sven Bollinger zudem als Werbefilmer einen Namen gemacht. Seine Clips für Adobe, Mercedes-Benz und BMW wurden mehrfach ausgezeichnet. Eine ganze Reihe von Werbespots entstanden unter seiner Regie für die BahnCard der Deutschen Bahn: das jüngste mit Michael Ballack und seinem Double Daniel Korte.

## Videos
- 1995: Männer, Fettes Brot
- 1996: Jein, Fettes Brot
- 1997: Fantastic, Lovebugs
- 1998: This Is Not America, Souldiers
- 1998: Ohne Dich, Double Impact
- 1998: Ich lehne mich zurück, Crème de la crème
- 1999: Firewalker, Fruit
- 1999: Dir Mama, Cappuccino
- 2000: Da draussen, Fettes Brot
- 2001: Yoko Ono, Die Ärzte
- 2001: Schwule Mädchen, Fettes Brot
- 2002: Goodbye, Die Happy
- 2002: Sorry for the Tears, Fleps
- 2003: Ich bin müde, Fettes Brot
- 2003: First Day of My Life, The Rasmus
- 2004: Deine Schuld, Die Ärzte
- 2005: Freunde, Die Toten Hosen
- 2006: Coming Home, Sasha
- 2006: Goodbye Logik, Madsen